# سيسيل بوث
سيسيل بوث (21 فبراير 1896 في المملكة المتحدة - 13 يونيو 1988) (بالإنجليزية: Cecil Booth)‏ هو لاعب كريكت بريطاني.

## وصلات خارجية
- سيسيل بوث على موقع إي آس بي آن كريك إنفو (الإنجليزية)